# Batalha de Raszyn
A primeira Batalha de Raszyn foi travada em 19 de abril de 1809 entre os exércitos do Império Austríaco sob o arquiduque Fernando Carlos José de Áustria-Este e o Ducado de Varsóvia sob o comando de Józef Antoni Poniatowski, como parte da Guerra da Quinta Coalizão nas Guerras Napoleônicas. A batalha não foi decisiva, mas resultou na conquista do gol dos austríacos ao capturar a capital polonesa, Varsóvia.

## Batalha
O terreno do campo de batalha é dominado por várias aldeias e pelo rio Utrata, que durante o degelo de abril costuma ser inacessível. A única maneira de atravessar o rio é nas lagoas de Raszyn, Dawidy ou Michalowice, todas sob controle polonês.
Depois de um canhão preparatório começando às 14h00, a infantaria austríaca atacou as forças de blindagem polonesas por volta das 15h00. Os poloneses gradualmente cederam terreno. As tentativas austríacas de flanquear a posição polonesa perto de Jaworowo não tiveram sucesso. Depois que a vila de Falenty foi capturada às 16h, Poniatowski lançou um contra-ataque que expulsou os austríacos da cidade e restabeleceu a linha polonesa. Por volta das 17h00, um ataque combinado foi lançado contra Raszyn. Repelidos pelas unidades saxãs, os austríacos convocaram reforços e tomaram a cidade por volta das 19h, mas não conseguiram avançar além das últimas casas da aldeia. Os poloneses contra-atacaram novamente às 21h00 e expulsaram os austríacos de Raszyn, mas não foram capazes de recapturar a ponte. A luta progrediu até às 22h00, altura em que os polacos evacuaram o campo de batalha.

## Consequências
Depois que o exército austríaco se retirou para o outro lado dos pântanos, o príncipe Józef Poniatowski ordenou que suas forças se retirassem para Varsóvia. No entanto, como as fortificações da cidade estavam em muito mau estado e a força expedicionária saxônica se retirou para sua terra natal, Poniatowski decidiu deixar Varsóvia desprotegida e se retirar para várias fortalezas localizadas nas proximidades (principalmente a Fortaleza de Modlin e Serock). A capital foi tomada com pouca oposição, mas foi uma vitória de Pirro, já que o comandante austríaco desviou a maioria de suas forças para lá às custas de outras frentes. Nas semanas seguintes, a Grande Polônia foi defendida pelo Corpo de General Henryk Dąbrowski e a cavalaria polonesa capturaram Lwów . Finalmente, Poniatowski deixou apenas uma pequena força perto de Varsóvia para evitar que os austríacos a deixassem e moveu o resto de suas forças para o sul, o que levou à captura da cidade de Cracóvia.
Em 14 de outubro de 1809, o Tratado de Schönbrunn foi assinado entre a Áustria e a França. De acordo com ele, a Áustria perdeu aproximadamente 50 000 quilômetros quadrados de terras habitadas por mais de 1 900 000 pessoas. Os territórios anexados pelo Ducado de Varsóvia incluíam as terras de Zamość e Cracóvia, bem como 50% da receita das minas de sal de Wieliczka.

A Batalha de Raszyn é comemorada na Tumba do Soldado Desconhecido, Varsóvia, com a inscrição "RASZYN 19 IV 1809".